# Belloveso
Belloveso (ante 600 a.C.) è stato un principe gallo, citato nel racconto dello storico Livio come leggendario fondatore della città di Milano.

## Il racconto di Livio
Tito Livio narra che intorno al 600 a.C. il re Ambigato, abitante nelle pianure intorno al Rodano aveva due nipoti, chiamati uno Belloveso e l'altro Segoveso. In seguito ad una crescita demografica del villaggio, i due fratelli, insieme ad una parte delle loro genti, vennero mandati a colonizzare altri territori.
Gli auspici riservarono per Segoveso una zona chiamata allora Selva Ercinia - ora la si potrebbe forse identificare con la valle del Danubio -, mentre la sorte spinse Belloveso attraverso il territorio degli Edui e le Alpi con l'intenzione di arrivare nella pianura padana. Belloveso partì « con grandissimo nerbo di fanteria e di cavalleria », accompagnato da Biturigi, Arverni, Sènoni, Edui, Ambarri, Carnuti e Aulerci. Giunto al valico alpino, che non era ancora mai stato superato, cercò un metodo per passare dall'altra parte. Scoprì che in zona si trovavano anche i Massiliesi, « venuti pure in cerca di terre », i quali erano ostacolati dai Salvi. Belloveso aiutò i Massiliesi ad insediarsi in quelle terre e poi, attraverso le gole Taurine (probabilmente il Mons Matrona) passò le Alpi, sconfiggendo in seguito gli Etruschi nei pressi del Ticino.
Qui incontrò una popolazione insubre, stanziata in precedenza che, sempre secondo il racconto liviano, consentì ai nuovi arrivati lo stanziamento in una radura fra alcuni fiumi più a sud.
Belloveso vide nel luogo indicato una scrofa di cinghiale che aveva la particolarità di avere il pelo molto lungo sulla parte anteriore del corpo (scrofa semilanuta), lo stesso animale che figurava sul suo scudo. Il capo celtico credette di riconoscere il segno di una volontà divina e decise quindi di costruire la sua città in quel luogo e di chiamarla Medio-lanum, dal gallico "(città-in-)mezzo alla pianura" (vi sono decine di "mediolanum" in tutta l'Europa celtica: un tratto tipico del celtico è la caduta di p- iniziale *planom > lanom).
In ricordo di questa leggenda, e della dedica della città di Milano alla scrofa semilanuta, si può osservare, su uno dei pilastri del Broletto sul lato di via Mercanti a Milano, un bassorilievo raffigurante un cinghiale, che fu identificato nel Medioevo con la scrofa semilanuta della leggenda.

## La leggenda sulla fondazione di Milano
Livio, attingendo notizie dai racconti di uno storico insubre, descrive dettagliatamente il viaggio di Belloveso: più che ricerca di nuove terre da abitare, per i critici letterari può sembrare la narrazione di uno spostamento rituale, al pari di altre antiche tradizioni del nomadismo indoeuropeo  che si tenevano di solito in primavera, nei giorni prossimi a Beltane, una delle più importanti feste celtiche.
Reinterpretando il viaggio di Belloveso, è stato ipotizzato (Michael Grant) che un gruppo di guerrieri e sacerdoti celtici, guidati da un suddito-guerriero di Belanu, iniziarono un viaggio-rituale verso un "luogo sacro" (tale sarebbe, secondo questa teoria, il significato etimologico di Mediolanum).

## La datazione storica
Secondo il racconto liviano, l'arrivo di Belloveso nella pianura di Mediolanum avviene circa due secoli prima dell'invasione di Roma da parte di Brenno (387 a.C.), epoca in cui regnava Tarquinio Prisco tra il 616 e il 579 a.C
A suffragio di questa datazione, Livio narra anche che le truppe al seguito di Belloveso aiutarono i Marsigliesi attaccati dai Salvi a fortificare il luogo del loro sbarco, Massalia.

## Analogia con altre leggende
La leggenda di Belloveso e Segoveso è stata accostata a quella di Romolo e Remo: i due gemelli, come Belloveso e Segoveso, sono nipoti di un re e, prima di creare una propria comunità, si dedicano a razzie e scorribande insieme a un gruppo di latrones (Festo 105, 27). Una volta fondata Roma, i giovani seguaci di Romolo si sposano con le donne (rapite) dei Sabini.
Belloveso e Segoveso furono spesso paragonati a Castore e Polluce: tra i due, Belloveso è il più splendente e illuminato, il protetto da Apollo, e Segoveso è il più forte in senso fisico. Ma in realtà si ritiene che si tratti di una sola entità che viene duplicata per aumentarne gli attributi, in base al principio (che si ritrova anche nelle coppie di santi) secondo cui la duplicità ispira più fiducia.